# John Reardon (attore)
John Henry Reardon (Halifax, 30 luglio 1975) è un attore britannico.

## Carriera
È conosciuto per aver interpretato il detective Charlie Hudson, protagonista della serie Hudson & Rex.

## Vita privata
È sposato con l'attrice canadese Meghan Ory, con la quale ha condiviso il set della miniserie televisiva del 2006 Merlino e l'apprendista stregone.
Alla fine del 2024 ha rivelato di aver avuto un cancro alle tonsille e di essere guarito.

## Filmografia

### Cinema
- White Chicks, regia di Keenen Ivory Wayans (2004)
- Sea Ghost - Il fantasma degli abissi (The Thing Below), regia di Jim Wynorski (2004)
- Scary Movie 4, regia di David Zucker (2006)
- Ballare per un sogno (Make It Happen), regia di Darren Grant (2008)
- Tron: Legacy, regia di Joseph Kosinski (2010)

### Televisione
- Edgemont - serie TV, 11 episodi (2002-2005)
- The Twilight Zone - serie TV, episodio 1x04 (2002)
- Andromeda - serie TV, episodio 4x01 (2003)
- Tru Calling - serie TV, 3 episodi (2004)
- La principessa e la magia del drago (Son of the Dragon) - miniserie televisiva, regia di David Wu (2006)
- Merlino e l'apprendista stregone (Merlin's Apprentice) - miniserie televisiva, regia di David Wu (2006)
- The L Word - serie TV, 2 episodi (2006)
- Painkiller Jane - serie TV, 9 episodi (2007)
- Eureka - serie TV, episodio 4x07 (2008)
- Continuum - serie TV, 11 episodi (2012-2015)
- Arctic Air - serie TV, 35 episodi (2012-2014)
- Deadly Hope - Speranza mortale (Deadly Hope) - film TV, regia di Nicolas Monette (2012)
- Supernatural - serie TV, episodio 8x16 (2013)
- Seguendo una stella (Pay the Ghost) - film TV, regia di Norma Bailey (2014)
- The Killing - serie TV, 2 episodi (2014)
- Van Helsing - serie TV, 5 episodi (2017-2018)
- Hudson & Rex - serie TV, 105 episodi (2019-2025)
- Cypher - serie TV, 5 episodi (2021)

## Doppiatori italiani
Nelle versioni in italiano delle opere in cui ha recitato, John Reardon è stato doppiato da:
- Edoardo Stoppacciaro in Arctic Air, Seguendo una stella
- Daniele Raffaeli in Tru Calling
- Oreste Baldini in White Chicks
- Renato Novara in Sea Ghost - Il fantasma degli abissi
- Alessandro Rigotti in La principessa e la magia del drago
- Riccardo Rossi in Ballare per un sogno
- Lorenzo Scattorin in Deadly Hope - Speranza mortale
- Ruggero Andreozzi Continuum
- Alessandro Capra in Continuum (ep. 2x01)
- Alessandro Quarta in Supernatural
- Mattia Bressan in Van Helsing
- Stefano Crescentini in Hudson & Rex